# Paule Constable
Paule Constable (9 novembre 1966) è una lighting designer britannica.

## Biografia
Paule Constable è nata nel Devon ed è cresciuta seguendo il padre militare in diversi Paesi. Ha studiato letteratura inglese e teatro alla Goldsmiths, University of London, laureandosi nel 1989.
Dopo aver lavorato come lighting designer sulla scena rock nella Londra degli ultimi anni ottanta, nel decennio successivo iniziò a dedicarsi al teatro e nel 1993, appena ventiseienne, ottenne la sua prima candidatura al Premio Laurence Olivier per la migliore progettazione illuminotecnica per il suo lavoro al National Theatre. È proprio al National Theatre che fu legata molta della sua carriera, che la vide illuminare oltre una cinquantina di allestimenti di opere di prosa e musical nelle tre sale del teatro. Per la sua prolifica attività sulle scene londinesi, durata fino al pensionamento nel 2025, ha ottenuto diciassette candidature al Premio Laurence Olivier, vincendolo in sei occasioni: nel 2005 per un adattamento teatrale di Queste oscure materie al National Theatre, nel 2006 per Don Carlo al Gielgud Theatre, nel 2009 per Il giardino di gesso alla Donmar Warehouse, nel 2013 per Lo strano caso del cane ucciso a mezzanotte al National Theatre, nel 2020 per The Ocean at the End of the Lane al National Theatre e nel 2025 per Oliver! al Gielgud Theatre.
La sua attività sulle scene londinesi annoverò anche una lunga collaborazione con la Royal Opera House, per cui curò la progettazione illuminotecnica di allestimenti di Carmen, Le nozze di Figaro, Faust, La piccola volpe astuta, Il flauto magico, Rigoletto e Macbeth. Lavorò anche in molti dei maggiori teatri d'opera al mondo, illuminando allestimenti di Norma, Roberto Devereux, Cavalleria rusticana, Pagliacci, La vedova allegra, Anna Bolena, Don Giovanni, Medea e Le nozze di Figaro al Metropolitan Opera House, Il ratto dal serraglio, Billy Budd, Giulio Cesare, Gianni Schicchi, La bohème, Rusalka e I maestri cantori di Norimberga al Festival di Glyndebourne e I racconti di Hoffmann al Festival di Salisburgo. Curò anche le luci di Benvenuto Cellini al Teatro dell'Opera di Roma (vincendo il Premio Franco Abbiati della critica musicale italiana nel 2016) e all'Opéra national de Paris nel 2018. Nel 2013 ha vinto l'International Opera Award per le migliori luci.
Più limitata è stata invece l'attività a Broadway, ove curò la progettazione illuminotecnica di una dozzina di opere di prosa e musical, tra cui La chiusa (1999), Amadeus (1999), Gli acrobati (2004), Una luna per i bastardi (2007), War Horse (2011), Les Misérables (2014), Lo storpio di Inishmaan (2014), Lo strano caso del cane ucciso a mezzanotte (2014) e Angels in America (2018). Per il suo lavoro a Broadway ha vinto due Drama Desk Award, due Outer Critics Circle Award e due Tony Award, rispettivamente nel 2011 e nel 2015.